# Wielka Jagnięca Baszta
Wielka Jagnięca Baszta (słow. Veľká jahňacia bašta) – wybitna turnia w słowackiej części Tatr Wysokich, położona w górnej części Jagnięcej Grani – północno-zachodniej grani Jagnięcego Szczytu. Od głównego wierzchołka Jagnięcego Szczytu na południowym wschodzie jest oddzielona Wyżnim Jagnięcym Przechodem, a od Małej Jagnięcej Baszty na północnym zachodzie oddziela ją Pośredni Jagnięcy Przechód. Wierzchołek Wielkiej Jagnięcej Baszty jest położony tuż obok Wyżniego Jagnięcego Przechodu.
Południowo-zachodnie stoki Jagnięcej Grani opadają tu do Doliny Kołowej, natomiast północno-wschodnie – do Jagnięcego Kotła w Dolinie Skoruszowej. Stoki zbiegające do Bździochowego Koryciska w Dolinie Kołowej są trawiasto-piarżysto-skaliste. Północną ścianę Wielkiej Jagnięcej Baszty z obu stron ograniczają żleby.
Podobnie jak cała Jagnięca Grań, Wielka Jagnięca Baszta jest niedostępna dla turystów i taterników – wspinaczka obecnie jest tutaj zabroniona. Najdogodniejsze drogi na turnię prowadzą granią z sąsiednich przełęczy.
Pierwsze znane wejścia:
- letnie – Martin Róth z towarzyszem, lipiec 1858 r.,
- zimowe – Stanisław Hiszpański, 2 kwietnia 1928 r.[2]